# معبد شوتوکو

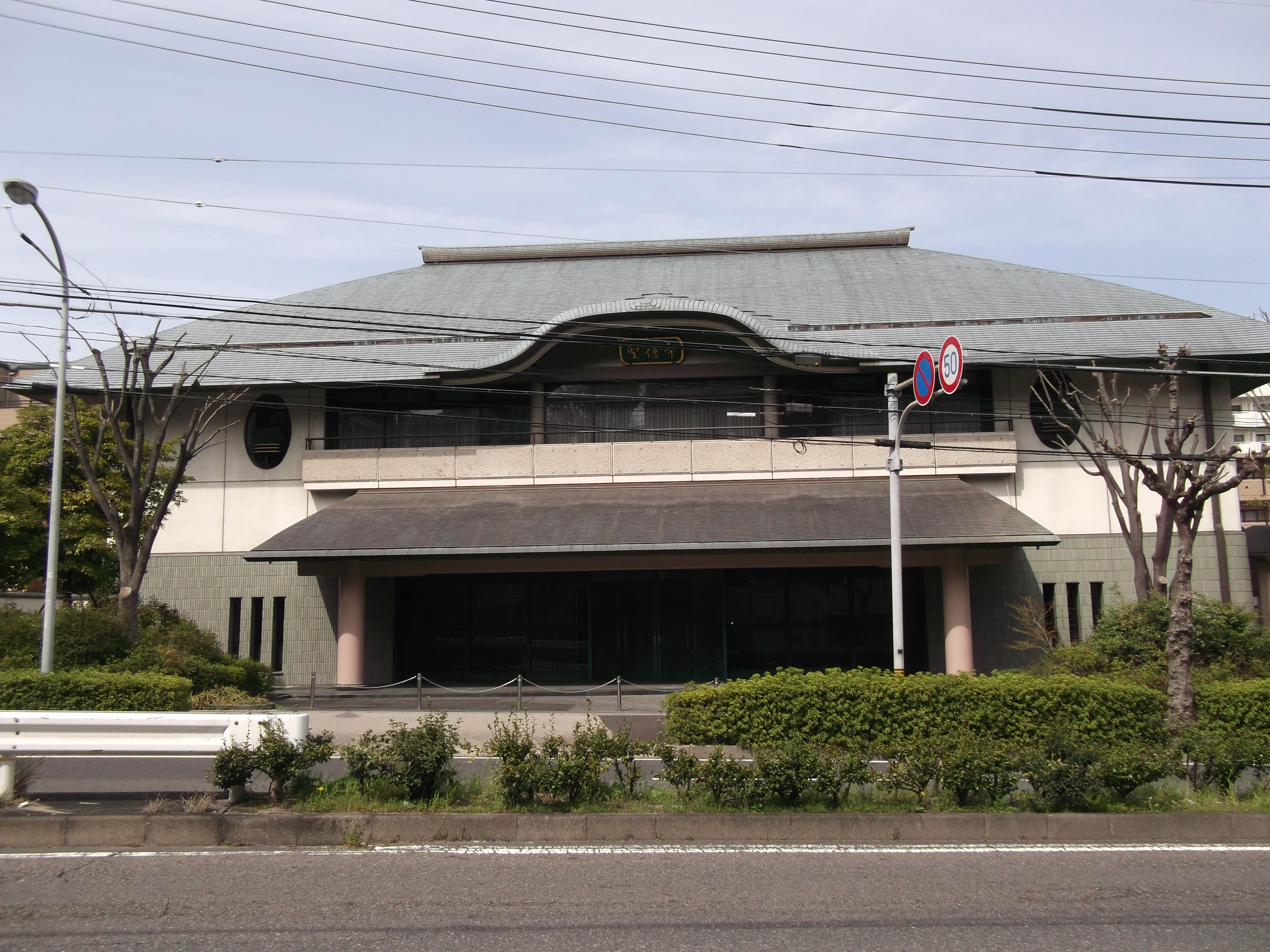
معبد شوتوکو در ناگویای امروزی

معبد شوتوکو (به ژاپنی: 聖徳寺 Shotoku-ji) معبد (پرستشگاه) فرقه اوتانی، یکی از فرقه‌های بودایی است. این معبد در منطقه تمپاکو-کو، ناگویا، ناگویا، استان آیچی، ژاپن واقع شده و در بین سال‌های （۱۲۲۹～۱۳۳۲）ساخته شده‌است.
شهرت آن بیشتر به علت این است که در سال ۱۵۵۳ اودا نوبوناگا و پدر زن او سایتو دوسان دایمیوی ولایت مینو برای اولین بار در این معبد با یکدیگر ملاقات کردند.